# Baderich von Belzig
Baderich (auch Baderich II. oder III.; † nach 1251) war Graf von Belzig und der letzte Burggraf von Brandenburg.

## Leben
Baderich war ein Sohn von Siegfried, der Graf von Belzig und Burggraf von Brandenburg war. 1211 wurde er erstmals als Graf von Belzig erwähnt, dann auch als castellanus bzw. burggravius von Brandenburg. Baderich erschien in den folgenden Jahren öfter in Urkunden, vor allem für die Bischöfe von Brandenburg, aber auch für Klöster und Kirchen, als Zeuge. Er befand sich kein einziges Mal in Gegenwart eines brandenburgischen Markgrafen. Dieses deutet auf ein sehr schlechtes Verhältnis zu diesen hin, möglicherweise auch in Verbindung mit der rechtlichen Konkurrenz des Burggrafenamtes zu den Markgrafen.
Baderich war sehr wahrscheinlich vor 1225 im Heiligen Land (Palästina). 1227 überließ er den Rittern des Deutschen Ordens das Dorf Dahnsdorf zur Gründung einer Kommende (der einzigen im brandenburgischen Raum). Dabei trat der sächsische askanische Herzog Albrecht I. erstmals als Lehnsherr in Erscheinung.
1236 wurde Baderich letztmals als Burggraf von Brandenburg bezeichnet. Wahrscheinlich wurde 1237 in den Vereinbarungen zwischen den brandenburgischen Markgrafen und dem Bischof mit königlicher Erlaubnis dieses für die Askanier lästige Konkurrenzamt abgeschafft.
Baderich wurde seitdem nur noch als Graf von Belzig bezeichnet. 1246 und 1247 machte er wertvolle Reliquienschenkungen an Klöster. 1251 wurde Baderich letztmals erwähnt. Da er wahrscheinlich ohne berechtigte Erben starb, fiel die Grafschaft Belzig als erledigtes Lehen an das Herzogtum Sachsen und blieb zunächst in dessen Territorium.

## Grafschaft Belzig
Die Grafschaft Belzig erstreckte sich in Baderichs Zeit wahrscheinlich entlang des Oberlaufs der Plane. Erwähnt wurde der Besitz der Dörfer Dahnsdorf, Borne und Rottstock.

## Ehe und Nachkommen
Baderich war mit Bertradis aus der Familie Hohnstein im Harzraum verheiratet, sie wurde 1242 und 1251 erwähnt. Kinder der beiden sind nicht bekannt.